# Distrito de Ayapata
El distrito peruano de Ayapata es uno de los 10 distritos que conforman la Provincia de Carabaya, ubicada en el Departamento de Puno, perteneciente a la Región Puno, en el sudeste Perú.
Desde el punto de vista jerárquico de la Iglesia católica forma parte de la Prelatura de Ayaviri en la Arquidiócesis de Arequipa.

## Demografía
La población censada en el año 2007 es de 8 996 habitantes.

## Etimología
Parece originarse de dos voces quechuas Aya: muerto y Pata: loma. Así, Loma de los Muertos sería una traducción literal.
La dificultad surge porque, si bien Aya es un vocablo que existe en el quechua local, es más bien de uso excepcional, parece un vocablo recientemente conocido o integrado al quechúa hablado in situ en fecha mucho más reciente que el nombre o de lo que se espera en una población milenaria como es ésta; además, para más dudas, no fue de costumbre local frecuente usar para las toponimias citas poco agradables como: "muertos", la concepción local de este fenómeno vital, le reserva sagrado respeto
Si la etimología es verídica, considerando el último dato, esta población llevaría el nombre en memoria de una página histórica trágica en extremo, que debió permanecer hasta hoy bajo la forma de tradiciones, mitos o leyendas o tal vez permanezca, falta estudiar más este caso.
Por ello, acaso Ayapata podría traducirse fácilmente en el quechua de algunos pueblos del centro del Perú, surge una razonable incógnita que podría dilucidarse tomando en cuenta el Pukina, una lengua extinta que, con seguridad, se habló en la región a la que Apapata pertenece actualmente, la región que fuera habitada por los Kallawayas o Carabayas.
En los últimos tiempos, ya con las construcciones realizadas en este pueblo, se encontraron réstos humanos a un costado de la iglesia, inclusive en la última refacción de la frentera de la iglesia, se hallaron innumerables cráneos, por lo que calculamos que las ejecuciones a los rebeldes de Ayapata se realizaron públicamente en los alrededores de la iglesia, que por cierto en esos tiempos tenía el poder político religioso en la zona. Por tal hecho no es raro que este pueblo lleve el nombre de Ayapata, "encima de los muertos" o "loma de los muertos".[cita requerida]

## Historia
El nombre de Ayapata parece originarse de dos voces quechua Aya: muerto y Pata: encima, sobre. Así sobre los muertos sería una traducción literal. Existen dos versiones sobre el origen del nombre de Ayapata. La primera es la que origina sus vocablos quechuas, dado que murieron muchas personas y se volvió un cementerio en el que se constituyó la ciudad originariamente y la segunda versión es la de los hermanos Ayar, esta versión de los hermanos Ayar, nos dice que uno de los hermanos Ayar habría estado enamorado de una doncella que vivía en la actual Ayapata, quien al llegar al lugar habría puesto el nombre de Ayarpata. De estas versiones la más cercana es la primera ya que se encontraron restos óseos de humanos en la reconstrucción de la torre de la iglesia San Salvador. Por lo que, esta población llevaría el nombre en memoria de una página histórica trágica en extremo, que debió permanecer bajo la forma de tradiciones, mitos o leyendas o tal vez permanezca. La existencia de Ayapata se remonta a las culturas pre-incaicas. Según el profesor (Adolfo Gonzáles) hay indicios de que la cultura Tiahuanaco se habría extendido con sus dominios hasta esos lugares, esto lo sustenta en la existencia de vocablos aymaras por la zona como; waricunca (pescuezo de vicuña), Waccollo, Chiartita y otros. Las civilizaciones existentes por esta zona se caracterizaban por ser rebeldes, esta civilización bajaba a la parte de abajo a conquistar a los chunchos de la selva, y los chunchos también subían pero no tenían posibilidades de ganar, para estos encuentros tenían dos fortines guerreros una en la parte de abajo conocida como Isicancha que actualmente se encuentra destruido por el pasar de los años y la otra en la parte de arriba conocida como las ruinas de Pitumarca ubicada en un sitio estratégico al lado de un pequeño lago y en la parte de abajo un lago más grande en la cual se encuentra una isla, en este sitio se habría llevado las últimas batallas de resistencia. Esta zona fue habitada por los kallawayas, población que se dedicaba al pastoreo y agricultura, poseían fama de ser grandes curanderos y conocían sobre astrología. Poblaron un extenso territorio de la actual provincia de Carabaya y Sandia en el Perú y parte del norte Boliviano (Lare caja). En el incanato fueron sometidos por el inca Sinchi Roca y formaron parte del Antisuyo que era conformada por trece sub tribus las cuales son: Kanchi, Kana, QollaLupaca, Kollawa, Ubina, Pacaje, Karanka, Charka, Omasuyo, Kallawaya, Uros y Chipayas. Ayapata formaba parte de Kallawaya. Durante la ocupación española, los kallawayas viajaron por el territorio virreinal llevando sus conocimientos y poniendo en servicio sus dotes con la medicina natural sobre la base de yerbas medicinales de la región. Sin embargo la mala pronunciación del quechua (kallawaya) por parte de los españoles quedó como Carabaya. En el virreinato Ayapata fue un sitio bastante transitado, puesto que era el camino forzoso a las zonas auríferas de oro de San gabán, donde habría en abundancia este mineral, incluso llevaron oro de este lugar para pagar el rescate de Atahualpa. Los españoles habrían encontrado una pepa de oro de 24 Quilates, tamaño de la cabeza de un humano de, de la cual fundieron, la cabeza del Rey Carlos V para ser obsequiada al emperador, recibiendo como recompensa de ello un escudo Real que tenía escrito por su majestad: A LA CARABAYA DE LA CORONA REAL. Este símbolo, según los vecinos ayapateños de la época era ostentado junto a otro estandarte negro en las celebraciones religiosas. Ambos desaparecieron en el incendio de la iglesia de San Salvador de Ayapata en 1922. Durante esta época los pobladores no se sometieron fácilmente a los españoles razón por la cual el Rey de España envió el emblema negro signo de muerte para los del lugar además se levantó una piedra hueca (jutk’urumi) donde los españoles azotaban a los lugareños que mostraban signos de rebeldía llegándose incluso a ahorcarlos. No contento con esto los españoles habrían llevado a los pobladores a los lugares de Cusco, y vinieron de allí a la actual comunidad K’anchi de Canchis y a la comunidad de K’ana de Canas, que trajeron en reemplazo a los campesino de dichos lugar a quienes se creía que eran más pacíficos, esto se sustenta en el idioma y el color de la piel de sus habitantes y el nombre actual de estas comunidades. Tupac Amaru II habría visitado en varias ocasiones a esta zona, sembrando así la idea revolucionaria en los lugareños. Cuando Tupac Amaru II fue capturado y luego decapitado por los españoles estos, se habrían acordado de la rebeldía de Ayapata, por lo que llevaron el brazo izquierdo de Tupac Amaru II, el cual lo exhibieron frente a la torre de la Iglesia de San Salvador y junto a la piedra hueca, como una muestra de escarmiento para los lugareños. El distrito de Ayapata fue creado en la época de la independencia, exactamente el 21 de junio de 1825, no señalándose claramente su delimitación territorial como distrito manteniéndose este problema hasta la actualidad. La capital del distrito de Ayapata tiene categoría de pueblo, según Ley N.º 12301 del 3 de mayo de 1955. Sin embargo la celebración de aniversario distrital se lleva a cabo el 2 de mayo, esto por no interferir con la fiesta religiosa de las cruces que lleva cada 3 de mayo.

## Turismo

### Recursos culturales

#### A) NOMBRE DEL ATRACTIVO: COMPLEJO ARQUEOLÓGICO DE PITUMARKA–“Ayapata”
Ø  CATEGORIA: sitios naturales 
Ø  TIPO: montañas Ø  SUBd TIPO: áreas nevadas
Ø  JERARQUIA: 2
DESCRIPCIÓN TURISTICA :Ubicada en la comunidad de Taype que según los pobladores este era un fortín guerrero ubicado junto a un lago denominado Quentayani en el cual se encuentra una pequeña isla, este habría sido un sitio estratégico para llevar las últimas batallas de resistencia por parte de los pobladores de aquellos años. Para llegar a Pitumaraca se tiene que caminar un promedio de una hora a pie por un camino de herradura, por el trayecto se puede observar un maravilloso paisaje.

#### B) NOMBRE DEL ATRACTIVO: PINTURAS RUPESTRES-“Ayapata”
Ø  CATEGORIA: manifestación cultural 
Ø  TIPO: antropológico Ø  SUB TIPO: pintura rupestre
Ø  JERARQUIZACION: 1
DESCRIPCIÓN TURISTICA En el trayecto de Taype - churquinuyo (escalera) se encuentran decenas de pinturas rupestres según la antigüedad se presume que su antigüedad es de 7500 rocas y en las cavernas, sus formas de vida y las actividades a las que se dedicaban a si ismo las escenas realistas de laflora, fauna y motivos antropomórficos.

#### C) NOMBRE DEL ATRACTIVO: RUINAS DE ISICANCHA-“Ayapata”
Ø  CATEGORIA: manifestación cultural
Ø  TIPO: arquitectura y espacios urbanos.
Ø  SUB TIPO: escultura 
Ø  JERARQUIZACION: 2
DESCRIPCIÓN TURISTICA En cuanto a monumentos históricos se tiene las ruinas de Isicancha que actualmente se encuentra en abandono y destrozado una parte se encuentra ya habitada. 

#### D) NOMBRE DEL ATRACTIVO: MONUMENTO DE TUPAC AMARU-“Ayapata”
Ø  CATEGORIA: manifestación cultural
Ø  TIPO: arte, pinacoteca
Ø  SUB TIPO: plaza
Ø  JERARQUIZACION: 2 
DESCRIPCIÓN TURISTICA Parte en la plaza de armas del distrito se encuentra el monumento de Tupac Amaru II esto en homenaje a que este personaje habría visitado en varias ocasiones a este sitio incluso los españoles con el objetivo de atemorizar a los lugareños habrían exhibido y enterrado en ese sitio el brazo izquierdo de Tupac Amaru II.

#### E) NOMBRE DEL ATRACTIVO: PIEDRA HUECA (JUJK’U RUMI)-“Ayapata”
Ø  CATEGORIA: manifestación cultural
Ø  TIPO: arte pinacoteca 
Ø  SUB TIPO: ---- 
Ø  JERARQUIZACION: 2
DESCRIPCIÓN TURISTICA También se encuentra la piedra hueca (jujk’u rumi) que esta semi enterrada entre el ruedo de toros y el local comunal de la comunidad de Kanchi. En esta piedra se realizaban los azotes por parte de los españoles a los lugareños del lugar que mostraban signos de rebeldía, llegando incluso a ahorcarles. Cultura viva (danza/música, artesanía, gastronomía típica, ritos y costumbres).De alguna manera constituyen las costumbres típicas de su legado como parte de sus antepasados, de las que tenemos: 

#### F) NOMBRE DEL ATRACTIVO: EL MALLIY-“Ayapata”
Ø  CATEGORIA: folklore 
Ø  TIPO: creencias populares 
Ø  SUB TIPO: tradiciones
Ø  JERARQUIZACION: 3
DESCRIPCIÓN TURISTICA Es una costumbre donde el alferado (malliy alférez) selecciona las papas traídas por los vecinos, colocando las más grandes sobre una mesa hasta las 8 de la mañana del día siguiente, son adornadas con serpentina y flores (rosa, punki y nujch’u), mientras que la otra parte de papas es colocado en un rincón de la casa, adornado también con serpentinas, flores y con una vela.

#### G) NOMBRE DEL ATRACTIVO: LA CANDELARIA-“Ayapata”
Ø  CATEGORIA: acontecimientos programados
Ø  TIPO: danza, teatro
Ø  SUB TIPO: fiestas patronales, carnavales
Ø  JERARQUIZACION: 1 
DESCRIPCIÓN TURISTICA A partir del 2 de febrero de cada año con carrera de caballos y danzas de la zona como la wifala.

#### H) NOMBRE DEL ATRACTIVO: PUKLLAY-“Ayapata”
Ø  CATEGORIA: acontecimiento programado 
Ø  TIPO: danza teatro
Ø  SUB TIPO: fiestas patronales, carnavales
Ø  JERARQUIZACION: 2 
DESCRIPCIÓN TURISTICA La fiesta de los carnavales una fecha movible en el calendario en donde cada comunidad se hace presente con una danza en la capital del distrito con danzas autóctonas de la zona. 

#### I) NOMBRE DEL ATRACTIVO: FIESTA SANTA CRUZ-“Ayapata”
Ø  CATEGORIA: acontecimiento programado
Ø  TIPO: música exposiciones 
Ø  SUB TIPO: fiestas religiosas
Ø  JERARQUIZACION: 1
DESCRIPCIÓN TURISTICA Se celebra el 3 de mayo. Se cuenta con tres alferados cada año y se lleva a cabo las corridas de toros, danzas de pandilla y wifalas y entrada de caballos.

#### J) NOMBRE DEL ATRACTIVO: SAN SALVADOR-“Ayapata”
Ø  CATEGORIA: acontecimiento programado
Ø  TIPO: música, exposiciones
Ø  subd TIPO: fiestas religiosas
Ø  JERARQUIZACION: 1
DESCRIPCIÓN TURISTICA Es la fiesta patronal del distrito más concurrida que se lleva a cabo el mes de agosto con la participación activa de tres alferados y a partir del 8 de agosto con corrida de toros.

#### K) NOMBRE DEL ATRACTIVO: SAN JUAN-“Ayapata”
Ø  CATEGORIA: acontecimiento programado
Ø  TIPO: música, exposiciones Ø  SUB TIPO: fiestas religiosas
Ø  JERARQUIZACION: 1 
DESCRIPCIÓN TURISTICA Esta fiesta se celebra con motivo del día del campesino cada 24 de junio.

#### L) EL COMPADRAZGO
Su fuente es el ununchasqa, rutuchi, sipichiy, bautizo, primera comunión, confirmación y matrimonio. De allí nace el compadrazgo que necesariamente enlaza a 2 familias, la de los ahijados y de los padrinos.

#### M) EL YANAPARICUY
Consiste en la ayuda voluntaria cuando algún familiar o amigo pasa un alferazgo ya puada ser religiosos o de otro tipo, ayudan con víveres consistentes en carne, chuño, papas, bebidas alcohólicas, coca y muchas cosas más. Así mismo, como los compadres son considerados familiares también están obligados a ayudar (la apahata) es un regalo voluntario de los familiares al alferado. En caso del alferado de torerazgo, los parientes aparte de atender a los invitados y ayudar con víveres, prestaran toros para la corrida y en algunos casos regalan toros de muerte. N) LA MINK’A Viene a ser un sistema de labranza (chajneo o chajmay) para el cultivo de las papas, se puede tipificar de alegre y muy festivo, se hace en el nivel familiar y comunal.

#### O) EL AYNI
Esta costumbre se arrastra desde los tiempos de los incas que consiste en prestar servicios entre familiares, compadres y amigos para retribuir su servicio realiza sobre todo en el trabajo de la chacra, en las fiestas, construcciones de casas y muchos más.

#### P) FAENAS
Es la organización colectiva del trabajo de interés colectivo de las comunidades, barrios y otros. Se agrupan con el objeto de trabajar una determinada obra, funciona en la construcción de algunos locales comunales, arreglo de caminos. Se hacen faenas agrícolas y pecuarias. En cuanto a las danzas del distrito de Ayapata destacan los chunchos de esquilaya, quisa pukllac y los wifalas que se encuentra en extinción, esta danza anteriormente lo bailaban puro hombres quienes se disfrazaban de mujeres. 

#### Q) EL CH’URU CH’ALLAY
Viene a ser el aniversario del ganado vacuno, que se le festeja por los bondades que brinda y por la fertilidad de la próxima campaña. En esta ocasión hacen señales en la oreja y luego adornan sus astas con serpentinas (pilluchiy), en seguida ch’allan con vino y alcohol en un espondilu (ch’uru).

### Recursos naturales

#### A) NOMBRE DEL ATRACTIVO: LAGUNA DE TAYPE-“Ayapata”
Ø  CATEGORIA: sitios naturales
Ø  TIPO: montaña Ø  SUB TIPO: laguna 
Ø  JERARQUIA: 2
DESCRIPCIÓN TURISTICA La laguna de Taype tiene una extensión de una hectárea aproximadamente que según la historia esta laguna tiene un origen mítico que antiguamente fue un pequeño pueblo que se convirtió en laguna esto por la crueldad de los pobladores que no supieron tratar a un pobre longevo y como castigo de dios es que toda la gente se hundiera y desapareciera en el agua. Esta laguna es apropiada para realizar actividades recreativas como paseo en bote, pesca deportiva, observación de aves y otras que podrían atraer al turista.

#### B) NOMBRE DEL ATRACTIVO: ISLA QUENTAYANI-“Ayapata”
Ø  CATEGORIA: sitio natural
Ø  TIPO: volcán
Ø  SUB TIPO: isla
Ø  JERARQUIA: 2
DESCRIPCIÓN TURISTICA La laguna está cerca a la fortaleza de pitumarka, y posee una isla pequeña en forma de camélido.
C) NOMBRE DEL ATRACTIVO: NEVADO DEL ALLINCAPAC-“Ayapata”
Ø  CATEGORIA: SITIO NATURAL
Ø  TIPO: NEVADO
Ø  SUB TIPO: LLANURA
Ø  JERARQUIA: 2 
DESCRIPCIÓN TURISTICA UBICACIÓN Se le denomina vigía de Macusani, capital de la Carabaya. La montaña Allincapac se encuentra ubicada en la provincia de Carabaya, departamento de Puno, a 18 km al norte de Macusani. En las coordenadas Longitud S 70 24 57 y Latitud W 13 54 57. Para llegar a ella existe una carretera afirmada, y demora desde Macusani aproximadamente 30 minutos. COSTUMBRES La provincia de Carabaya, conocida como la capital alpaquera del Perú, pintoresca por sus diversos paisajes y laboriosidad de sus pobladores, además nieves perpetúas que coronan a sus majestuosos apus “Allincapac” y “Chichicapac” presenta diversidad para todos los gustos. La población campesina residente es de habla Quechua, por lo cual fue un poco difícil de tener una comunicación fluida con ellos, pero pudimos observar que esta población tiene su principal fuente de ingresos económicos de la ganadería como son: alpacas, llamas, ganado vacuno, entre otros. Por otra parte la agricultura no se tiene bien desarrollada puesto que los cultivos que allí se dan son básicamente para el consumo de la misma familia o para realizar cambios (trueques) entre la población en los denominados Qatos.

## Autoridades

### Municipales
- 2019 - 2022[3]
  - Alcalde: Valer Valentín Molina Ortiz, del Frente Amplio para el Desarrollo del Pueblo.
  - Regidores:

  1. Willy Elmo Quispe Aguilar (Frente Amplio para el Desarrollo del Pueblo)
  2. Claudio Chuquitarqui Surco (Frente Amplio para el Desarrollo del Pueblo)
  3. Yudy Marleny Cayo Soncco (Frente Amplio para el Desarrollo del Pueblo)
  4. Juan Franklin Quispe Valencia (Frente Amplio para el Desarrollo